# Saison 1 de Lost Girl
Chronologie
Saison 2
Cet article présente les treize épisodes de la première saison de la série télévisée canadienne Lost Girl.

## Synopsis
Bo est une jeune femme succube élevée par des parents adoptifs humains dans la complète ignorance des traditions de son peuple, les Fées (Fae en version originale, terme générique qui inclut à peu près toutes créatures issues du Petit peuple). En fuite depuis des années, incapable d'assumer son mode d'alimentation (elle se nourrit de l'énergie sexuelle des humains, causant leur mort car elle n'a pas appris à maîtriser ce don), elle finit par entrer en contact avec la société des siens. Celle-ci est divisée en deux clans : les Fées de la Lumière et les Fées de l'Ombre. Toutefois, Bo refuse de choisir un camp, bien qu'elle soit devenue très proche de Dyson, un lycanthrope de la Lumière. Elle reste donc neutre et s'installe comme détective privée, elle intervient dans des affaires liées aux deux camps, avec l'aide de son faire-valoir : Kenzi, une jeune humaine aux tendances kleptomanes.

## Distribution

### Acteurs principaux
- Anna Silk (VF : Marcha Van Boven) : Bo
- Kristen Holden-Ried (VF : Mathieu Moreau) : Dyson
- Ksenia Solo (VF : Violette Pallaro) : Kenzi Malikov
- Zoie Palmer (VF : Nathalie Hugo) : Lauren Lewis
- Rick Howland (en) (VF : Patrick Donnay) : Fitzpatrick « Trick » McCorrigan
- K.C. Collins (en) (VF : Claudio Dos Santos) : Hale

### Acteurs récurrents
- Clé Bennett : le Frêne
- Emmanuelle Vaugier (VF : Stéphanie Excoffier) : la Morrigan (épisodes 1 et 11)
- Aron Tager : Mayer (épisodes 5 et 8)
- Paul Amos (en) (VF : David Manet) : Vex, le Mesmer (épisodes 8 et 11)
- Inga Cadranel : Saskia (épisodes 10, 12 et 13)

### Invités
- Kate Trotter : The Norn (épisode 13)

## Production

### Développement
Le 16 novembre 2008, Prodigy Pictures a annoncé la demande de production du pilote de la série, écrit par Michelle A. Lovretta.
Le 19 août 2009, Canwest annonce que la série a été commandée pour 13 épisodes et sera diffusée sur Showcase.

### Diffusions
Le 18 mai 2011, Syfy aux États-Unis a fait l'acquisition des droits de diffusion de la série diffusée durant l'hiver 2012.
La diffusion francophone va se dérouler ainsi :
Au Québec, depuis le 14 novembre 2012 sur Ztélé, ;
En France, depuis le 15 décembre 2012 sur Numéro 23 ;
Aucune information n'a été annoncée pour le moment pour la Belgique et la Suisse.

## Liste des épisodes

### Épisode 1:Un monde de Fées
- Canada : 12 septembre 2010 sur Showcase
- États-Unis : 16 janvier 2012 sur Syfy
- Québec : 14 novembre 2012 sur Ztélé[4],[5]
- France : 15 décembre 2012[6] sur Numéro 23[7],[8]

- Canada : 400 000 téléspectateurs[9] (première diffusion)

### Épisode 2:Révélations
- Canada : 19 septembre 2010 sur Showcase
- États-Unis : 23 janvier 2012 sur Syfy
- Québec : 21 novembre 2012 sur Ztélé[5]
- France : 15 décembre 2012 sur Numéro 23[8]

### Épisode 3:Une Kappa peut en cacher une autre
- Canada : 26 septembre 2010 sur Showcase
- États-Unis : 30 janvier 2012 sur Syfy
- Québec : 28 novembre 2012 sur Ztélé[5]
- France : 22 décembre 2012 sur Numéro 23[8]

### Épisode 4:Comme une furie
- Canada : 3 octobre 2010 sur Showcase
- États-Unis : 6 février 2012 sur Syfy
- Québec : 5 décembre 2012 sur Ztélé[5]
- France : 22 décembre 2012 sur Numéro 23[8]

### Épisode 5:Chance mortelle
- Canada : 17 octobre 2010 sur Showcase
- États-Unis : 13 février 2012 sur Syfy
- Québec : 12 décembre 2012 sur Ztélé[5]
- France : 22 décembre 2012 sur Numéro 23[8]

### Épisode 6:Infection
- Canada : 24 octobre 2010 sur Showcase
- États-Unis : 20 février 2012 sur Syfy
- Québec : 19 décembre 2012 sur Ztélé[5]
- France : 29 décembre 2012 sur Numéro 23[8]

### Épisode 7:Arachnoféebie
- Canada : 31 octobre 2010 sur Showcase
- États-Unis : 27 février 2012 sur Syfy
- Québec : 26 décembre 2012 sur Ztélé[5]
- France : 29 décembre 2012 sur Numéro 23[8]

### Épisode 8:Manipulation
- Canada : 7 novembre 2010 sur Showcase
- États-Unis : 3 mars 2012 sur Syfy
- Québec : 2 janvier 2013 sur Ztélé[5]
- France : 5 janvier 2013 sur Numéro 23[8]

### Épisode 9:Le Jour des Fées
- Canada : 14 novembre 2010 sur Showcase
- États-Unis : 12 mars 2012 sur Syfy
- Québec : 9 janvier 2013 sur Ztélé[5]
- France : 12 janvier 2013 sur Numéro 23[8]

### Épisode 10:Saskia
- Canada : 21 novembre 2010 sur Showcase
- États-Unis : 19 mars 2012 sur Syfy
- Québec : 16 janvier 2013 sur Ztélé[5]
- France : 19 janvier 2013 sur Numéro 23[8]

### Épisode 11:Asile contre justice
- Canada : 28 novembre 2010 sur Showcase
- États-Unis : 26 mars 2012 sur Syfy
- Québec : 23 janvier 2013 sur Ztélé[5]
- France : 26 janvier 2013 sur Numéro 23[8]

### Épisode 12:Un club très privé
- Canada : 5 décembre 2010 sur Showcase
- États-Unis : 2 avril 2012 sur Syfy
- Québec : 30 janvier 2013 sur Ztélé[5]
- France : 2 février 2013 sur Numéro 23[8]

### Épisode 13:Lignes de sang
- Canada : 12 décembre 2010 sur Showcase
- États-Unis : 9 avril 2012 sur Syfy
- Québec : 13 février 2013 sur Ztélé[5]
- France : 9 février 2013 sur Numéro 23[8]